# Picot verd escatós
El picot verd escatós (Picus squamatus) és una espècie d'ocell de la família dels pícids (Picidae) que habita boscos, incloent boscos de xiprers i de ribera, i horts a turons i muntanyes de l'extrem sud de Rússia, nord-est de l'Iran, Afganistan, Pakistan i nord de l'Índia.